# Gmina Surroj
Gmina Surroj (alb. Komuna Surroj) – gmina położona w północno-zachodniej części kraju. Administracyjnie należy do okręgu Kukës w obwodzie Kukës.  W 2011 roku populacja wynosiła 1099 mieszkańców – 563 mężczyzn oraz 536 kobiet. 
W skład gminy wchodzą cztery miejscowości: Çinamak, Fusharrë, Surroj, Aliaj.